# Léon Houa
Léon Houa (Liegi, 8 novembre 1867 – Bressoux, 31 gennaio 1918) è stato un ciclista su strada e pilota automobilistico belga.
Prima dilettante e poi, dal 1894 al 1896, professionista, vinse le prime tre edizioni della Liegi-Bastogne-Liegi (futura "Decana" del ciclismo mondiale) e il campionato belga nel 1894; Lasciò il ciclismo nel 1896 per darsi alle corse di auto, durante una delle quali trovò la morte.

## Carriera
È conosciuto per aver vinto le prime tre edizioni della Liegi-Bastogne-Liegi dal 1892-1894. La gara è diventata nota come La Doyenne ("La Vecchia Signora"), ed è uno dei cinque "Monumenti" del calendario europeo del ciclismo professionistico su strada, nonché il più antico.
Il 29 maggio 1892 sconfisse 32 corridori su 250 km terminando la gara in 10 ore, 48 minuti e 36 secondi e diventando il primo campione della Liegi-Bastogne-Liegi. Il 28 maggio 1893 terminò in 10 ore e 40 minuti e davanti ad altri 25 corridori. Sempre nel 1893, Houa vinse la versione amatoriale del Campionato Nazionale Belga di Corsa su Strada.
Houa vinse la prima edizione professionale della gara disputata nel 1894 in 8 ore, 52 minuti e 5 secondi su una distanza di 223 km. Sempre nel 1894, Houa conquistò la versione maschile d'élite del Campionato nazionale belga di corsa su strada.
Nei suoi ultimi anni, Houa era un pilota automobilistico. Nel 1910 guidava una Renault. Morì in un incidente di gara durante il Giro automobilistico del Belgio.

## Palmarès

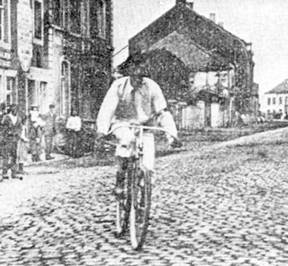

- 1892

Liegi-Bastogne-Liegi
- 1893

Liegi-Bastogne-Liegi
- 1894

Liegi-Bastogne-Liegi
Campionati belgi, Prova in linea

### Altri successi
- 1895

Criterium di Maastricht

## Piazzamenti

### Classiche monumento
- Liegi-Bastogne-Liegi

1892: vincitore
1893: vincitore
1894: vincitore